# راهبری شرکتی
راهبری شرکتی، راهبری بنگاه یا حکمرانی شرکتی، طبق تعریف ارائه شده از سوی سازمان همکاری و توسعه اقتصادی، عبارت است از رویه‌ها و فرایندهایی که طبق آن‌ها سازمان هدایت و کنترل می‌شود. ساختار راهبری شرکتی توزیع حقوق و مسئولیت‌ها بین فعالان مختلف سازمان – مثل هیئت مدیره، مدیران، سهام‌داران، و دیگر ذی‌نفعان - را مشخص می‌کند؛ و قواعد و رویه‌هایی را برای تصمیم‌سازی معین می‌کند.

## اصول بنیادی
نشریه اصول راهبری شرکتی از سازمان همکاری و توسعه اقتصادی

، اصول بنیادی راهبری شرکتی را در قالب شش اصل زیر تبیین کرده‌است:
1. اطمینان دادن نسبت به وجود زیربنایی برای چهارچوب راهبری شرکتی اثربخش
2. حقوق سهامداران و برخورد برابر با آن‌ها و کارکردهای کلیدی مالکیتی
3. سرمایه‌گذاران نهادی، بازارهای سهام و سایر واسطه‌ها
4. نقش ذی‌نفعان در راهبری شرکتی
5. افشا و شفافیت
6. مسئولیت‌های هیئت‌مدیره؛